# 小川通仁
小川 通仁（おがわ みちひと、1957年 - ）は、埼玉県出身の日本のテレビディレクター。日本テレビ情報・制作局バラエティセンターゼネラルディレクター。

## 人物
愛称はツウジン。東京外語大学在学中、寺山修司率いる劇団天井桟敷に所属した。
日本テレビにおいて、主にバラエティ番組の演出、プロデュースを担当している。近年、バラエティのみならず、ドラマ、映画の演出を手掛る。初演出の映画Pot of Good FortuneがジャパンタイムスにてMark shillingにOWN FAVORITEとして紹介される。
2011年11月、FRISERS CLUB COMEDY FILM FESTIVAL にて、同作品がOFFICIAL SELECT 。

## 来歴
東京外国語大学ヒンディー語学科に入学。在学中、寺山修司率いる天井桟敷にて舞台監督補佐を務める（作品：レミング）。1年の留年後、同学を卒業。1981年に日本テレビに入社した。「お笑いスター誕生!!」のアシスタントディレクター (AD) となる。「テレビ三面記事 ウィークエンダー」、「スーパージョッキー」を経て「11PM」のディレクターを務める。EXテレビを経て、その後「恋のから騒ぎ」、「踊る!さんま御殿!!」などゴールデン番組の総合演出。2012年6月1日付で制作局専門局長兼エグゼクティブディレクターとなる。2015年6月1日付で制作局ゼネラルディレクター。2018年6月1日付で改称。

## 手がけた番組

### AD・ディレクター
過去
- お笑いスター誕生!!
- スーパージョッキー

### プロデューサー
- ぐるぐるナインティナイン
- 今田・東野のCMコウジ園

### 総合演出
- これが宜保愛子の霊能力だ
- 踊る!さんま御殿!!
- 衝撃リポート!!世界の怪奇現象・大追跡スペシャル
- みんないらっしゃいTV

### 企画・演出
- 忍24時

### 演出
- テレビ三面記事 ウィークエンダー
- 恋のから騒ぎ

### ドラマ演出
- ファーストペンギン!
- 死体生活
- ビューティー7（2001年7月〜9月）
- 死ぬかと思った
- 恋のから騒ぎドラマ
- 金曜スーパープライム「ミエルオンナ月子〜真夏の夜のコワーイ話〜」（2011年8月26日19時〜20時54分）

### 監修
- その時チャンスが舞い降りた

## 映画監督
- 幸運の壺 POT OF GOOD FORTUNE（2012年2月公開）[7]